# Gammel Agersted
Gammel Agersted er det oprindelige Agersted (det nuværende Agersted opstod først ved anlæggelse af jernbanen til Sæby) og beliggende i Agersted Sogn (Dronninglund Herred), fra 1970 til 2006 i Dronninglund Kommune og Nordjyllands Amt, siden 2006 i Brønderslev Kommune og Region Nordjylland. Gammel Agersted udgøres af en mindre bebyggelse nord for selve Agersted samt et større landdistrikt. Agersted og Gammel Agersted ligger henholdsvis syd og nord for Agersted Kirke.
|  | Denne artikel om lokaliteten Gammel Agersted kan blive bedre, hvis der indsættes et (bedre) billede. Du kan hjælpe ved at afsøge Wikimedia Commons for et passende billede eller lægge et op på Wikimedia Commons med en af de tilladte licenser og indsætte det i artiklen. |

57°12′35.2″N 10°22′50.38″Ø / 57.209778°N 10.3806611°Ø